# Destination inconnue (film)
Pour les articles homonymes, voir Destination inconnue.
Destination inconnue (titre original : Destination Unknown) est un film américain réalisé par Tay Garnett, sorti en 1933.

## Synopsis
Lors d'une tempête dans l'océan Pacifique, le capitaine et le premier timonier du voilier Prince Rupert sont tués. L'équipage survivant est désorienté tandis que l'approvisionnement en eau du navire est contrôlé par le sang-froid Matt Brennan. Enfin, un passager clandestin apparaît qui connaît d'autres réserves d'eau et dirige le navire vers des zones sûres en fonction des étoiles.

## Fiche technique
- Titre original : Destination Unknown
- Réalisation : Tay Garnett
- Scénario : Tom Buckingham
- Photographie : Edward Snyder
- Montage : Milton Carruth
- Musique : W. Franke Harling
- Producteur : Carl Laemmle Jr.
- Société de production : Universal Pictures
- Pays d'origine :  États-Unis
- Langue : anglais
- Format : Noir et blanc — 35 mm — 1,37:1 — Son : Mono (Western Electric Noiseless Recording)
- Genre : Film dramatique, Mélodrame
- Durée : 66 minutes
- Dates de sortie : 
  - États-Unis : 1er avril 1933
  - France : 17 août 1938

## Distribution
- Pat O'Brien : Matt Brennan
- Ralph Bellamy : Stowaway
- Alan Hale : Lundstrom
- Russell Hopton : Georgie
- Tom Brown : Johnny
- Betty Compson : Ruby Smith
- Noel Madison : Maxie
- Stanley Fields : Gattallo
- Rollo Lloyd : Dr Fram
- Willard Robertson : Joe Shano
- Charles Middleton : Turk
- Richard Alexander : Alex
- Forrester Harvey : Ring
- George Regas : Tauru